# Natalia Cordova-Buckley
Natalia Cordova-Buckley est une actrice mexicaine née le 25 novembre 1982 à Mexico.

## Biographie
Natalia Cordova-Buckley est née à Mexico et a grandi à Cancún. Son grand-père était Pancho Córdova, un acteur de cinéma mexicain et américain, mais elle ne l'a jamais connu.
Natalia Cordova-Buckley a suivi une formation de danseuse classique de ballet, sous la direction de Fernando Alonso dans la compagnie de danse Centro de Arte Siglo XXI. Trouvant cette activité trop contraignante, elle a décidé de devenir actrice. Elle avait déjà envisagé cette voie dans son enfance, mais n'avait donné suite car on se moquait alors de sa voix. Elle a notamment déclaré : « les autres enfants ne souhaitaient pas jouer avec moi, car ils disaient que je criais comme Godzilla. Ce n'était pas juste ma voix, mais aussi lié au fait que j'avais une forte personnalité, directe et avec des opinions fortes ».
A l'âge de 17 ans, elle déménage aux Etats-Unis, après avoir été acceptée dans la section cinéma de l'université des arts de Caroline du Nord (University of North Carolina School of the Arts), dans un programme de lycée pour adultes en arts. Après l'obtention de son diplôme, elle suit les cours du conservatoire de théâtre au California Institute of the Arts.

## Vie privée
Cordova-Buckley est mariée au musicien et acteur Brian Buckley depuis 2011. Ensemble, le couple réside à Los Angeles avec leurs deux chiens, Lorca et Bukowski[Quand ?].
L'une de ses inspirations et modèles était l'artiste Frida Kahlo, qu'elle a interprétée dans Coco.

## Filmographie

### Cinéma
- 2010 : Sucedió en un día : Natalia
- 2011 : Lluvia de Luna : Martha
- 2011 : Ella y el Candidato : Andrea
- 2012 : Ventanas al mar : Anna
- 2014 : Yerbamala : Barbara
- 2015 : McFarland : Señora Valles
- 2017 : Coco : Frida Kahlo

### Télévision
- 2008 : Terminales : Rita (2 épisodes)
- 2008-2009 : Los Simuladores : Natalia (6 épisodes)
- 2010 : Los Minondo : Isabel (10 épisodes)
- 2011 : Bienes raíces : Olga (4 épisodes)
- 2016 : Marvel's Agents of SHIELD : Vendetta : Yo-Yo Rodriguez (6 épisodes)
- 2016 - 2020 : Marvel : Les Agents du SHIELD : Elena Yo-Yo Rodriguez (17 épisodes)
- 2018 : Bates Motel : Julia Ramos
- 2021 : Mayans MC : Laura (4 épisodes dans la 3ème saison)
- 2021 : Coyote : Paloma Zamora (3 épisodes de la 1ère saison)